# محمد فروزنده
محمد فروزنده بهبهانی (زاده ۱۳۳۹) نظامی و سیاستمدار ایرانی است، که هم‌اکنون به عنوان عضو حقیقی مجمع تشخیص مصلحت نظام فعالیت می‌کند. وی در طول جنگ ایران و عراق از فرماندهان سپاه پاسداران انقلاب اسلامی بشمار می‌آمد. او از ۱۳۶۷ تا ۱۳۶۸ رئیس ستاد کل سپاه پاسداران، از ۱۳۶۸ تا ۱۳۷۰ جانشین فرمانده کل نیروهای مسلح و از ۱۳۷۰ تا ۱۳۷۲ نیز جانشین رئیس ستاد کل نیروهای مسلح بود.
فروزنده در کابینه دوم اکبر هاشمی رفسنجانی و در فاصله سالهای ۱۳۷۲ تا ۱۳۷۶ به‌عنوان وزیر دفاع و پشتیبانی نیروهای مسلح فعالیت می‌کرد. وی در سال ۱۳۷۸ به ریاست بنیاد مستضعفان و جانبازان منصوب گردید و تا سال ۱۳۹۳ برای بیش از ۱۵ سال، در این جایگاه فعالیت نمود. فروزنده از سال ۱۳۸۵ تاکنون از اعضای حقیقی مجمع تشخیص مصلحت نظام می‌باشد. وی با همسر پیشین محمد جهان آرا ازدواج کرده است.